# Victor Râmniceanu (portar)
Victor Râmniceanu (n. 30 noiembrie 1989, București, România) este un fotbalist român, care joacă pe post de portar la CS Tunari în Liga a III-a.

## Debutul
Victor Râmniceanu a debutat în Liga I pentru  Concordia Chiajna, în 2010, într-un meci împotriva echipei Corona Brașov.